# Carlos Pouso
Juan Carlos Pouso Lejonagoitia (Lejona, Vizcaya, el 30 de julio de 1960), más conocido simplemente como Carlos Pouso, es un entrenador de fútbol español que actualmente dirige a la SD Logroñés de Segunda Federación.

## Trayectoria
Comenzó entrenando en el Sodupe, para pasar luego a entrenar al Arenas de Getxo. Entre 2000 y 2002, Carlos Pouso entrenó al equipo vizcaíno del Sestao River. Entre 2003 y 2008, cuajó grandes temporadas con el equipo sestaotarra, lo que le valió para fichar por la Sociedad Deportiva Eibar. En 2008 tomó las riendas de la Sociedad Deportiva Eibar, lo que supuso su debut como entrenador de Segunda División. Anteriormente debía compaginar sus funciones como entrenador con su trabajo en una empresa naviera. Pouso pidió un año de excedencia en la empresa para poder dedicarse en exclusiva a dirigir el Éibar. En el Éibar, tras comenzar bastante bien, terminó siendo destituido y remplazado por Josu Uribe en marzo de 2009. En parte tuvo que ver con la marcha de Gaizka Toquero del equipo en el mercado invernal, para regresar al Athletic Club. El conjunto armero no mejoró y acabaría descendiendo.
En enero de 2010 se convirtió en entrenador del Club Deportivo Guijuelo, al que consiguió salvar del descenso de categoría. Tras el término de la temporada, firmó con el Club Deportivo Mirandés para la temporada 2010/11, equipo con el que cuajó una magnífica temporada que le hizo renovar dos años más con el equipo de Miranda de Ebro.
En septiembre de 2011 recibió el Premio Ramón Cobo, siendo entrenador del CD Mirandés, para aquellos entrenadores que hayan destacado por una actitud concreta o por un comportamiento general a lo largo de la temporada en Primera, Segunda y Segunda División B.
Tras llevar al Mirandés al campeonato de su grupo en Segunda B y alcanzar las semifinales en la Copa del Rey, consigue el ascenso a Segunda A, el 27 de mayo de 2012, tras derrotar al Club Deportivo Atlético Baleares. En la temporada 2012-13, el Mirandés de Pouso estuvo 21 jornadas en puestos de descenso, pero finalmente obtuvo una peleada salvación a falta de una jornada para el final del campeonato. Al final de temporada no renovó con el club.
El 29 de mayo de 2014, se comprometió con la Unión Deportiva Logroñés para ser entrenador del primer equipo durante las dos siguiente temporadas.
El 14 de noviembre de 2016, dimitió de sus funciones como técnico aunque se mantuvo como director deportivo.
El 6 de febrero de 2018 es anunciado como nuevo entrenador del Real Racing Club de Santander sustituyendo al Ángel Viadero, cesado en sus funciones los días previos.
El 24 de marzo de 2021, firma como entrenador del Recreativo de Huelva del Grupo IV de la Segunda División B.
El 26 de diciembre de 2022, se hace cargo del Club Deportivo Calahorra de Primera Federación.
El 3 de junio de 2024, firma por la Sociedad Deportiva Logroñés de Segunda Federación.

### Trayectoria resumida
| Club                          | Año       | Categoría | P   | PG  | PE  | PP  |
| ----------------------------- | --------- | --------- | --- | --- | --- | --- |
| Arenas Club                   | 2000-2002 | 3.ª       | 76  | 28  | 22  | 26  |
| Sestao River                  | 2003-2008 | 3.ª 2.º B | 202 | 93  | 58  | 51  |
| S. D. Eibar                   | 2008-2009 | 2.ª       | 28  | 7   | 6   | 15  |
| C. D. Guijuelo                | 2010      | 2.ª B     | 18  | 6   | 10  | 2   |
| C. D. Mirandés                | 2010-2013 | 2.ª B 2.ª | 141 | 68  | 41  | 32  |
| U. D. Logroñés                | 2014-2016 | 2.ª B     | 101 | 43  | 29  | 29  |
| Racing de Santander           | 2018      | 2.ª B     | 14  | 7   | 3   | 4   |
| Pontevedra C. F.              | 2019-2020 | 2.ª B     | 15  | 4   | 4   | 7   |
| Recreativo de Huelva          | 2021      | 2.ª B     | 8   | 1   | 0   | 7   |
| C. D. Calahorra               | 2023-2024 | 1.ª Fed.  | 55  | 18  | 12  | 25  |
| S. D. Logroñés                | 2024-Act. | 2.ª Fed.  |     |     |     |     |
| Total trayectoria profesional | 2000-Act. |           | 603 | 257 | 173 | 173 |